# 東亞銀行港灣中心

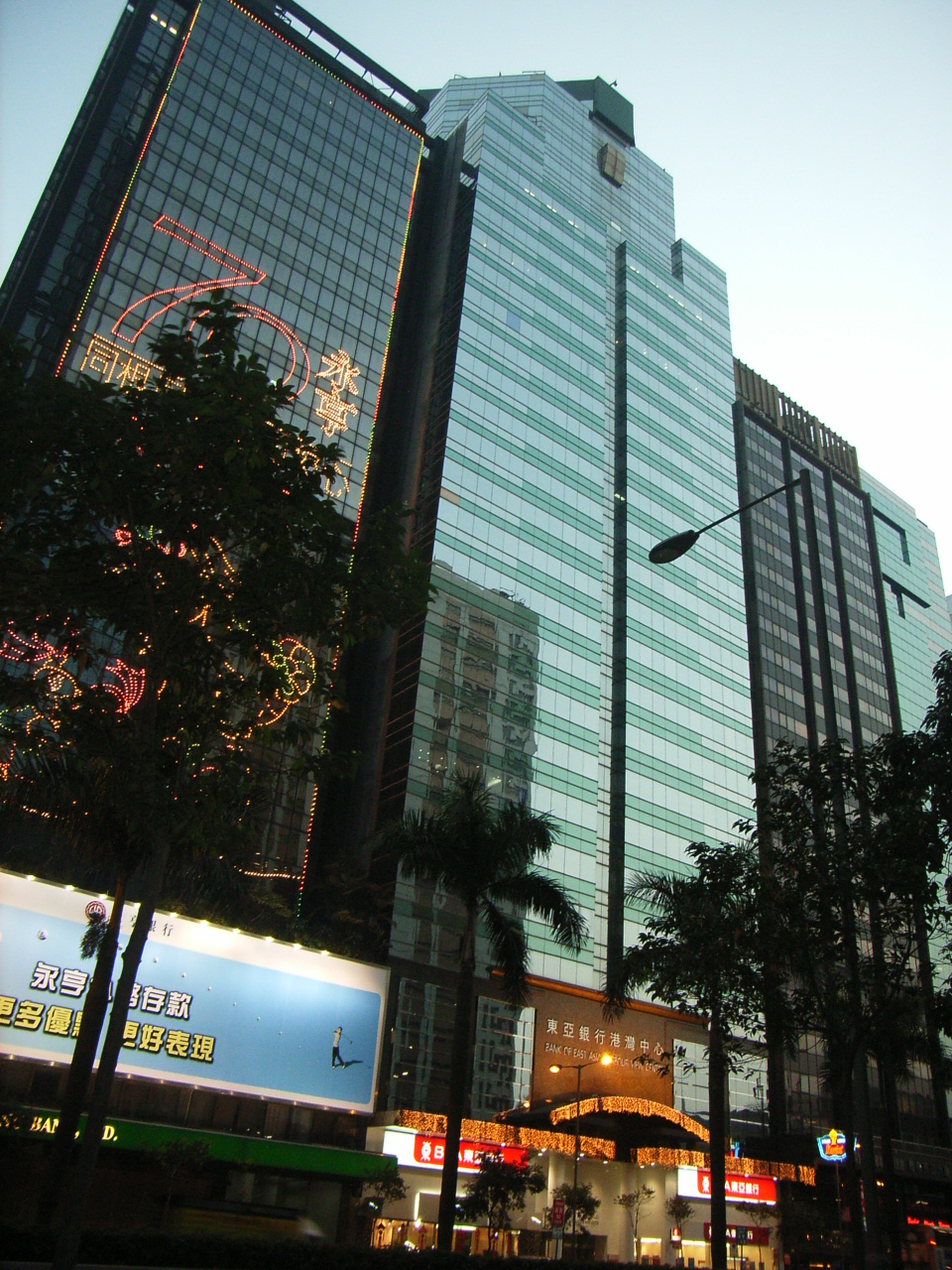
東亞銀行港灣中心

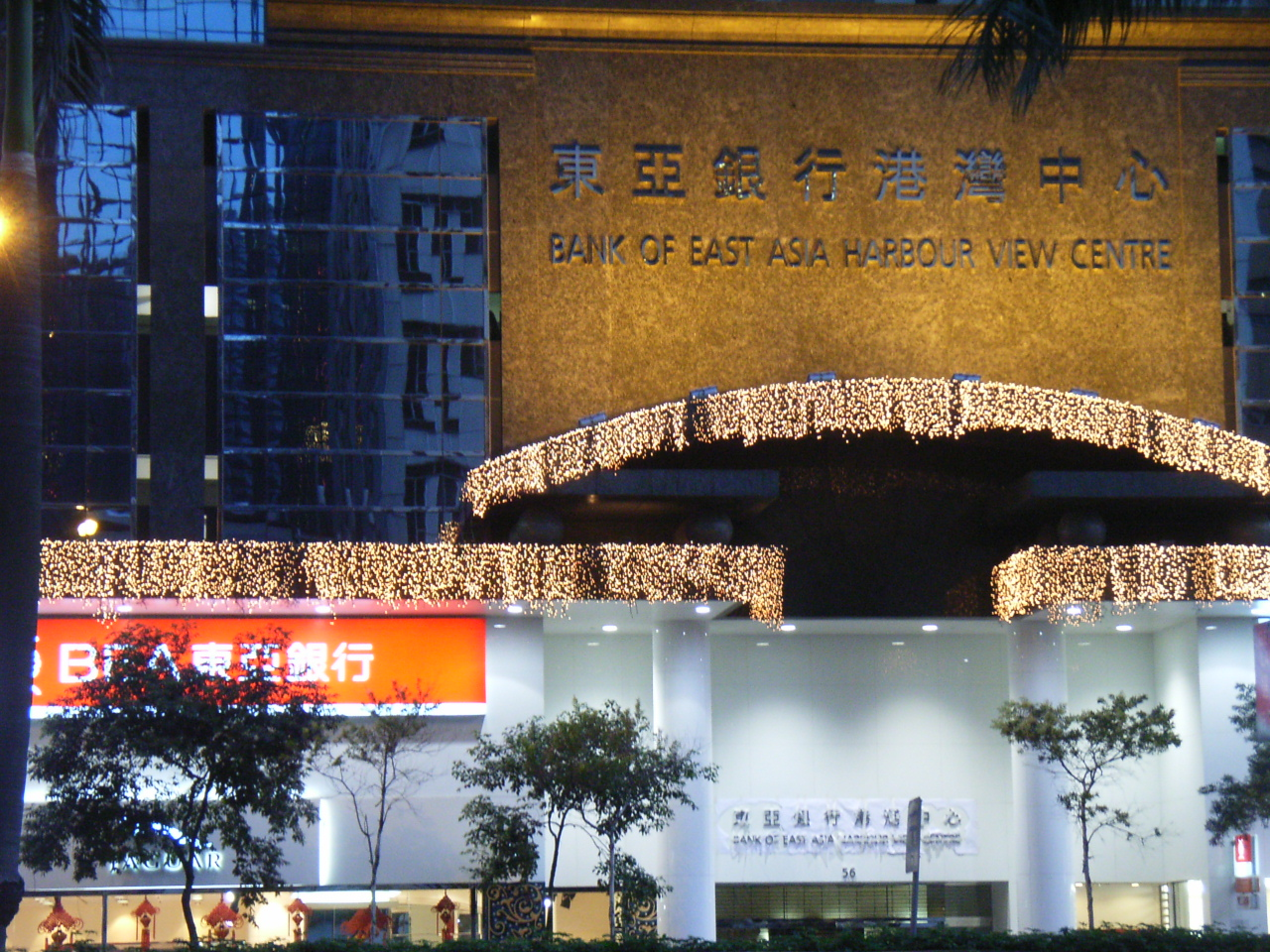
東亞銀行港灣中心入口

東亞銀行港灣中心（Bank of East Asia Harbour View Centre），前稱第一太平銀行中心，是香港灣仔北的一座甲級辦公大樓。大廈樓高29樓，基座4層是停車場，5樓以上為辦公室，每層約7.8千平方呎。大廈於1991年落成，發展商是華人置業有限公司。

## 位置
東亞銀行港灣中心位於灣仔告士打道49至57號，其南邊是灣仔謝斐道，東鄰浙江第一銀行大廈及盧押道，西鄰分域街及馬來西亞大廈，北望香港演藝學院、灣仔電訊大廈及稅務大樓等。

## 使用狀況
曾兩次參與香港特別行政區行政長官競選的曾蔭權，兩次參選均分別在25樓（2005年）及28樓（2007年）設立競選辦公室。這與他的競選辦主任為東亞銀行主席李國寶有關。
據土地註冊處資料顯示，思源基金會於2013年12月中，斥資約1.3569億元，購入26樓全層，樓面近8000方呎。
陳曾燾為董事之一的Segen's Praise Limited，2012年也曾斥資1.09億元購入該座商廈的24樓全層，當時呎價約1.38萬元

## 外部連結
- 東亞銀行港灣中心的建築規格 （页面存档备份，存于）
- 港島灣仔東亞銀行港灣中心地圖 （页面存档备份，存于）
- 香港傳媒預料曾競選辦公室將會再租 港島灣仔東亞港灣中心 （页面存档备份，存于）